# ۱۲۱ (قمری)
۱۲۱ (قمری)، صد و بیست و یکمین سال در گاهشماری هجری قمری است. اول محرم این سال برابر با بیست و دوم دسامبر سال ۷۳۸ میلادی است.